# مقاطعة غرين (ميزوري)
مقاطعة غرين (بالإنجليزية: Greene County)‏ هي إحدى المقاطعات في ولاية ميزوري في الولايات المتحدة الأمريكية.